# San Daniel (Gerona)
San Daniel (en catalán Sant Daniel) es una población y barrio de la ciudad de Gerona (Cataluña, España). Se sitúa en el valle del mismo nombre, al este del barrio viejo de la ciudad y al pie de las Gavarres. El río Galligants atraviesa el valle. 
Este antiguo municipio agregado a Gerona en 1963 es uno de los parajes naturales más bellos de la ciudad, con una gran y rica flora y fauna y un buen número de fuentes. Tiene, además, un edificio singular, como es el monasterio románico de San Daniel. 
A principios de los años 90, la construcción de la polémica variante de la carretera N-II dividió el valle en dos y afectó su armonía. En el 2005 tenía 76 habitantes.

## Demografía
| Gráfica de evolución demográfica de San Daniel entre 1842 y 1960 |
| |
| < Entre el censo de 1857 y el anterior, crece el término del municipio porque incorpora a 175076 (Montjuich) y 175170 (Vilarroja) Entre el censo de 1970 y el anterior, este municipio desaparece porque se integra en el municipio 17079 (Gerona) Población de derecho según los censos de población del INE. Población de hecho según los censos de población del INE. |